# Salgadinho (Paraíba)
Pour les articles homonymes, voir Salgadinho.
Salgadinho est une ville brésilienne du centre de l'État de la Paraíba.
Sa population était estimée à 3 367 habitants en 2007. La municipalité s'étend sur 184 km2.